# Club Alpino Accademico Italiano
Il Club Alpino Accademico Italiano (CAAI), associazione fondata nel 1904 per riunire i soci del Club Alpino Italiano (CAI) che avessero acquisito meriti speciali nell'alpinismo senza guide, è costituito in Sezione Nazionale del CAI (dallo statuto).

## Storia
Il Club Alpino Accademico Italiano fu fondato nel 1904 dai soci dei gruppi ligure, torinese e valsesiano del CAI allo scopo di riunire gli  "alpinisti senza guide". Infatti all'epoca la maggior parte degli alpinisti che frequentavano la montagna si avvalevano di guide locali, professionisti che, oltre alla conoscenza del territorio, garantivano esperienza e competenza in campo alpinistico. I fondatori del CAAI erano convinti che gli alpinisti più forti, motivati e adeguatamente preparati potessero affrontare in autonomia anche le salite più impegnative e per agevolare ciò istituirono le prime Scuole di Alpinismo.  I soci fondatori furono:  Ettore Allegra, Lorenzo Bozano, Ettore Canzio, Mario Ceradini, Teodoro Dietz, Hans Ellensohn, Giovan Battista Gugliermina, G.F. Gugliermina, Adolfo Hess, Adolfo Kind, Ernesto Martiny, Felice Mondini, Emilio Questa, Alfredo Radio Radiis, Ubaldo Valbusa, Alberto Weber.   Il primo presidente fu Ettore Canzio.
Nel 1922 il CAAI si unì con il Club Alpino Accademico Aviglianese e il Gruppo Lombardo Alpinisti Senza Guide, mantenendo il suo nome. Divenne presidente Lorenzo Borelli.
Il maggior contributo dato dal CAAI alla pratica alpinistica cominciò nel 1925 con l'installazione dei primi bivacchi fissi. Queste strutture di lamiera venivano poste nei luoghi di interesse alpinistico più isolati per poter fornire un ricovero di fortuna a coloro che si fossero trovati in quelle zone.
Nel 1930 il CAAI fu sciolto per decisione del governo, che stava riorganizzando le associazioni sportive. I soci vennero trasferiti alle rispettive sezioni del CAI di appartenenza. Tuttavia l'anno successivo il CAI ricostituì il Club Alpino Accademico come sezione autonoma. Gli anni Trenta furono l’epoca d’oro del sesto grado, nella quale diversi alpinisti accademici aprirono grandi itinerari sulle Alpi e furono anche autori di guide alpinistiche e di testi di alpinismo. L'alpinismo "senza guide" iniziò ad essere praticato non solo sulle Alpi ma anche sulle montagne extraeuropee. Nel 1934 venne infatti organizzata la prima spedizione extra-europea dell’Accademico nelle Ande argentine.
Il CAAI si separò dal CAI nel 1947, per rientrarci nel 1954, vista l'impossibilità di una gestione completamente autonoma, sia dal punto di vista organizzativo che da quello finanziario. Fu reinserito come "sezione nazionale", al pari con l'Associazione Guide Alpine Italiane.
Negli anni seguenti il CAAI continuò a riunire i più forti alpinisti italiani, i quali contribuirono alla pratica alpinistica soprattutto con l'apertura di nuove vie e la pubblicazione di guide. Le prime donne ad essere ammesse furono Adriana Valdo e Silvia Metzeltin Buscaini, nel 1978.
Dopo Lorenzo Borelli hanno ricoperto la carica di Presidente Generale: Adolfo Hess (1926), Umberto Balestreri (1929), Aldo Bonacossa (1933), Carlo Chersi (1947), Carlo Negri (1956), Ugo di Vallepiana (1960), Renato Chabod (1975). 
Dal 1979 al 1991 fu presidente Roberto Osio, dal 1991 al 2000 Giovanni Rossi, dal 2000 al 2006 Corradino Rabbi, dal 2006 al 2015 Giacomo Stefani, dal 2015 al 2021 Alberto Rampini, dal 22 Aprile dello stesso anno il nuovo Presidente è Mauro Penasa.

## Organizzazione
Oggi il CAAI ha lo scopo dichiarato di favorire l'alpinismo di elevato livello di difficoltà e promuoverne lo sviluppo nel rispetto della storia, delle tradizioni locali e limitando al massimo l'impatto ambientale. La conservazione dei valori etici  e formativi della pratica alpinistica sono altri capisaldi dell'attività del CAAI.  Costituisce sezione nazionale del Club Alpino Italiano.
È diviso in tre gruppi: occidentale, centrale e orientale, corrispondenti alla zona delle Alpi dove i loro soci hanno svolto la maggior parte dell'attività alpinistica.
Per entrare a far parte del CAAI occorre essere soci del CAI ed aver svolto per almeno cinque anni (anche non consecutivi) attività alpinistica considerata di alta difficoltà. La domanda di ammissione deve essere presentata da due soci dello stesso gruppo al quale il candidato richiede l'ammissione e viene dapprima valutata dalla Commissione Tecnica del gruppo che effettua una prima valutazione sul curriculum. In seguito l'assemblea dei soci del gruppo è chiamata ad esprimere un voto per l'ammissione o meno del candidato, che viene approvato se gli sono favorevoli almeno i due terzi dei voti totali. A questo punto la domanda passa nelle mani della Commissione Tecnica Centrale, che esprime il suo parere. La decisione definitiva spetta comunque al Consiglio Generale.

## Attività
Il CAAI organizza annualmente un Convegno Nazionale su temi inerenti all'alpinismo (storico o di attualità) e convegni di Gruppo. Organizza meeting di arrampicata trad  e cura la gestione di una ventina di bivacchi di proprietà distribuiti sull'arco alpino, sempre aperti e a disposizione degli alpinisti. Pubblica l'ANNUARIO CAAI, prestigioso volume di relazioni, racconti, approfondimenti storici ecc. Assegna ogni anno un riconoscimento (premio "Paolo Consiglio") per premiare spedizioni extraeuropee di carattere esplorativo, condotte in stile alpino, nel rispetto dell'ambiente e formate preferibilmente da giovani alpinisti. Paolo Consiglio fu alpinista di rilievo, accademico del Club Alpino Italiano, che dopo le prime imprese di rilievo già molto giovane, sia sul Gran Sasso che sulle Dolomiti, si dedicò all'alpinismo extraeuropeo guidando due spedizioni himalayane che portarono alla conquista del Saraghrar Peak (7349 m) nell'Hindu Kush e del Lal Qilà (6349 m) nel Parbati (Himalaya).